# 台中市公車97路
台中市公車97路目前行駛自國立苑裡高中經大甲、清水至臺中國際機場，本路線提供工業區上班族通勤之運具選擇，亦提供苑裡鎮、大甲區、清水區、沙鹿區民眾至臺中航空站大眾運輸新選擇。

## 歷史
- 2014年2月10日：通車。為鼓勵民眾使用，交通局協調東南客運公司通車第一週（103年2月10日至2月16日）提供民眾全線免費搭乘。
- 2015年10月5日：增設「劉厝」站。「西勢一巷口」站更名為「中航和睦路口」。[3] [4]
- 2016年8月29日：往北延駛至國立苑裡高中[5]。
- 2022年11月1日：台中客運全面代駛本路線。[6][7]
- 2024年9月1日：台中客運接駛97路「國立苑裡高中-臺中國際機場」，另調整部分班次進入嘉陽高中校園。[8]

## 路線基本資料
全線配置低底盤無障礙公車。自苑裡鎮國立苑裡高中起，經苑裡站、龍德家商；大甲區中山路、青年路、幼獅路、黎明路、經國路、育英路、三民路、文武路；清水區中華北路、中山路、學園街、新興路、中航路，至沙鹿區臺中國際機場。

### 時刻表
- 時刻表僅供參考，請以台中客運網站公告為準。
- 時刻表更新時間為2025年3月8日。

| 台中市公車97路平/假日時刻列表 | 台中市公車97路平/假日時刻列表 | 台中市公車97路平/假日時刻列表 | 台中市公車97路平/假日時刻列表 |
| ----------------------------- | ----------------------------- | ----------------------------- | ----------------------------- |
| 國立苑裡高中開時刻            | 國立苑裡高中開備註            | 臺中國際機場開時刻            | 臺中國際機場開備註            |
| 06:00                         | -                             | 06:20                         | -                             |
| 08:00                         | -                             | 07:30                         | 進入嘉陽高中校園              |
| 09:20                         | -                             | 09:30                         | -                             |
| 12:00                         | -                             | 12:00                         | -                             |
| 15:00                         | -                             | 15:00                         | -                             |
| 17:20                         | -                             | 16:40                         | 進入嘉陽高中校園              |
| 18:30                         | -                             | 19:00                         | -                             |
| 20:30                         | -                             | 20:00                         | -                             |

### 收費
- 依里程計費；刷電子票證10公里免費。
- 里程計費說明：
  - 基本里程：8公里。
  - 基本里程票價全票20元、半票11元。
  - 超過基本里程（8公里）計費方式：
    - 全票=[2.431 x 搭乘里程數x (1+5%營業稅)] （四捨五入）
    - 半票=[2.431 x 搭乘里程數x (1+5%營業稅)] x 50% （四捨五入）

  - 兒童、老人、身心障礙者及其陪伴者依規定半票收費。

### 停站
- 參見右側站牌路線圖。[9]
- 路線圖更新時間為2017年6月8日。